# Пулакешин I
Пулакешин I — індійський монарх з династії Чалук'їв, який правив територіями західного Декану. Його нащадки ж правили імперією, що включала до свого складу весь сучасний штат Карнатака й більшу частину Андхра-Прадеш. Пулакешин повалив владу Кадамба й заснував царство Чалук'їв.